# Tandil
Tandil ist die Hauptstadt des gleichnamigen Partido Tandil. Die Universitätsstadt liegt in der Mitte der Provinz Buenos Aires, Argentinien, rund 360 Kilometer südsüdwestlich der Hauptstadt Buenos Aires. Sie hat 116.917 Einwohner (Stand: 2010, INDEC).

## Geschichte
Die in einer hügeligen Gegend gelegene Stadt wurde am 4. April 1823 von Brigadegeneral Martín Rodríguez gegründet, als Fuerte Independencia (Unabhängigkeitsfestung). Im Zuge der Conquista del desierto, der von General Roca geführten Kampagne zur Eroberung Patagoniens, bei der die Ureinwohner weitgehend ausgerottet wurden, verstärkte sich die europäische Präsenz und zahlreiche Immigranten strömten in die Stadt. Von ihnen waren die meisten Spanier und Italiener, aber auch Basken und Dänen bildeten starke Gemeinden. Tandil bekam 1895 das Stadtrecht und entwickelte sich zu einer Touristenattraktion, die Menschen aus Buenos Aires, anderen Teilen Argentiniens und auch von außerhalb, anzog.

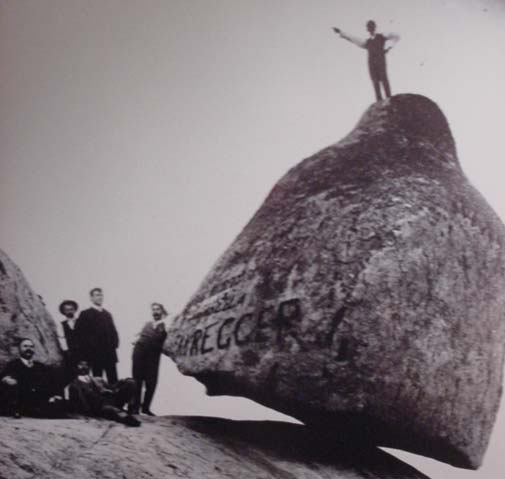
Piedra Movediza

Der Name Tandil leitet sich von den Mapuche-Wörtern tan („stürzend“) und lil („fels“) ab. Es ist vermutlich ein Hinweis auf den Piedra Movediza („sich bewegender Stein“), einen etwa 10 m × 5 m messenden Wackelstein, der am Rande eines Abgrundes platziert war und vom Wind manchmal geringfügig bewegt wurde. Der Stein stürzte am 29. Februar 1912 von der Bergspitze. Am 17. Mai 2007 wurde eine neue Piedra Movediza, ein fast exakter Nachbau, an der Stelle der alten Movediza angebracht. Diese ist jedoch unbeweglich und hohl. Zur Einweihung der neuen Piedra Movediza war auch der damalige Präsident Néstor Kirchner anwesend.
Die Flugpioniere Pablo Suarez 1895 und Guido Dinelli 1904 unternahmen von der Spitze des Garibaldi-Hügels Gleitflugversuche.

## Söhne und Töchter der Stadt

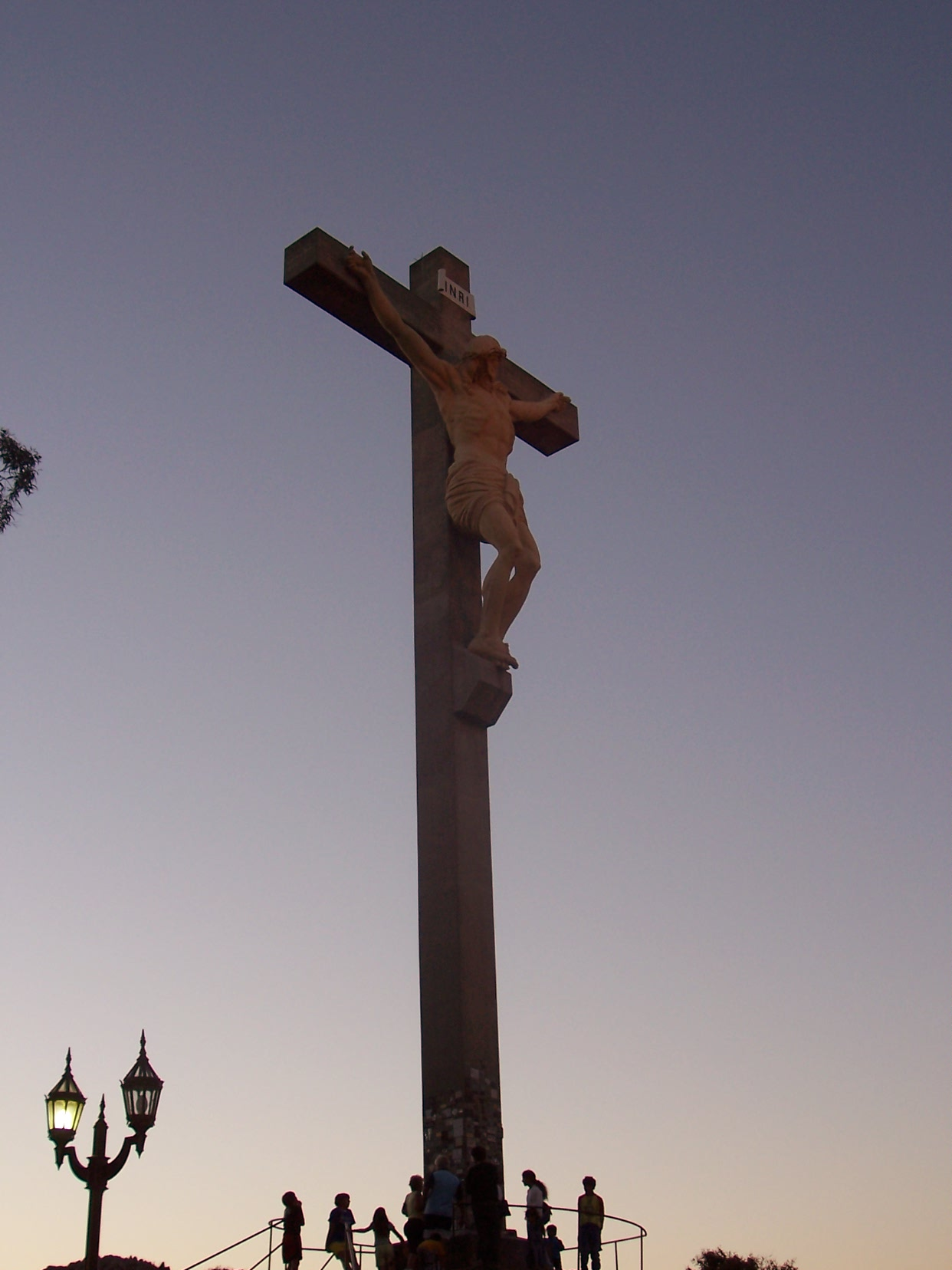
Kruzifix auf dem Monte Calvario

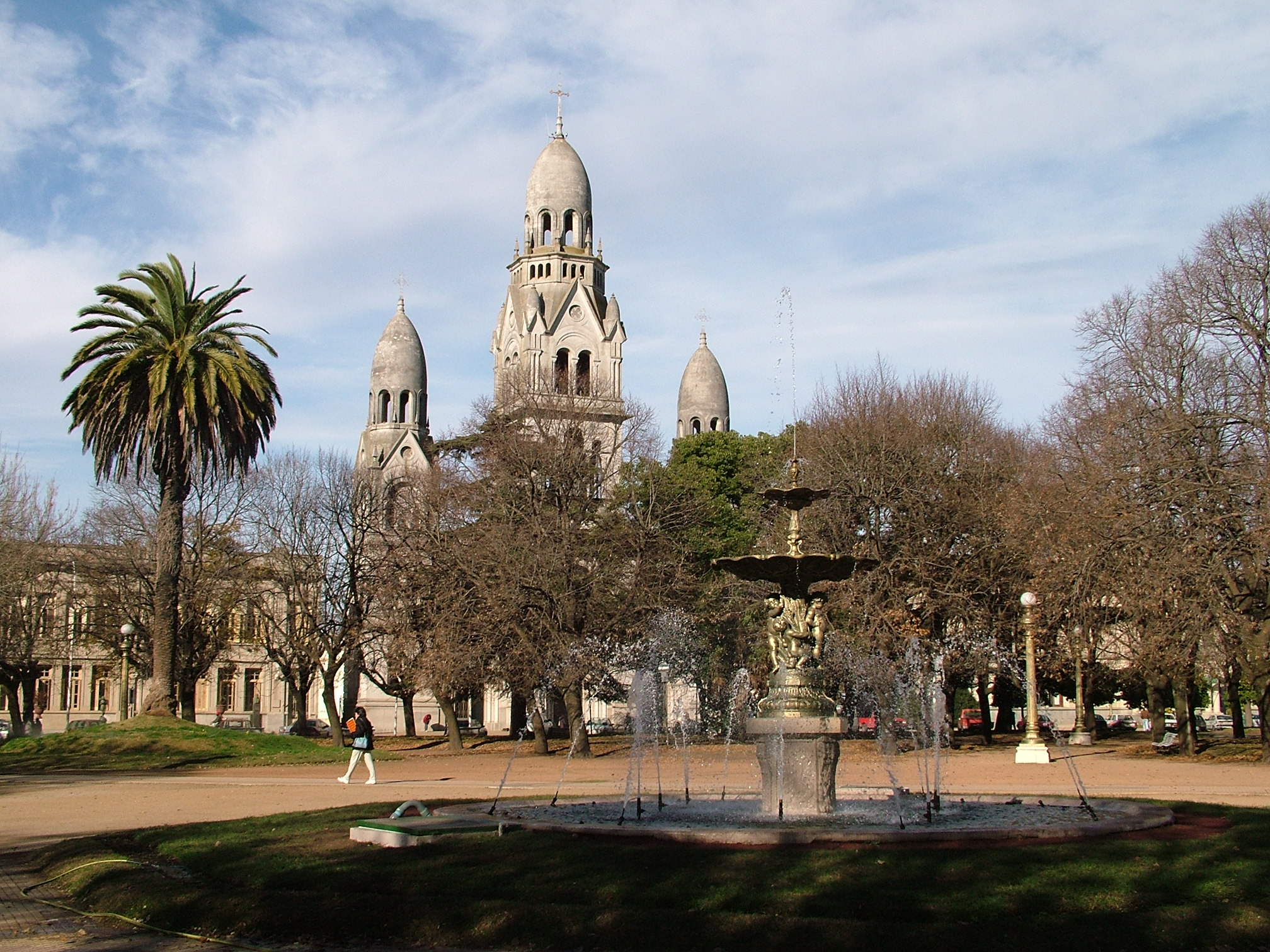
Plaza Independencia (Unabhängigkeitsplatz)

- Pepe Angelillo (* 1960), Jazzpianist, Arrangeur und Komponist
- Jorge Bátiz (* 1933), Radrennfahrer
- Mauro Camoranesi (* 1976), Fußballspieler italienischer Abstammung
- Ignacio Damián Medina (* 1967), römisch-katholischer Geistlicher, Bischof von Río Gallegos
- Mariana Dátola (* 1975), Sängerin und Musikpädagogin
- Ariel Garcé (* 1979), Fußballspieler
- Mariano González (* 1981), Fußballspieler
- Máximo González (* 1983), Tennisspieler
- Clarisa Huber (* 1984), Fußballspielerin
- Diego Junqueira (* 1980), Tennisspieler
- María Cristina Kiehr (* 1965), Sopranistin (Spezialgebiet: Alte Musik)
- Mauricio Macri (* 1959), argentinischer Präsident, Fussballmanager und Unternehmer
- Juan Mónaco (* 1984), Tennisspieler
- Romina Núñez (* 1994), Fußballspielerin
- Rodolfo González Pacheco (1882–1949), Anarchist, Journalist und Schriftsteller
- Vicente Pernía (* 1949), Fußballspieler
- Juan Martín del Potro (* 1988), Tennisspieler
- Guillermo Pérez Roldán (* 1969), Tennisspieler
- Bernardo Romeo (* 1977), Fußballspieler
- Mario Véner (* 1964), Fußballspieler
- Mariano Zabaleta (* 1978), Tennisspieler

## Städtepartnerschaften
- Montevideo, Uruguay, seit November 2006